# Липецкий трактор
«Ли́пецкий тра́ктор» (до 1991 года Ли́пецкий тра́кторный заво́д имени XXIII съе́зда КПСС, в настоящее время Ли́пецкий тра́кторный заво́д) — одно из основных предприятий города Липецка. Расположено на Краснозаводской ул., 1 (перед главным зданием находится площадь Загорского).
Заводом выпускались гусеничные пропашные тракторы КД-35, КДП-35, Т-38М, колесные тракторы Т-40, ЛТЗ-55, ЛТЗ-60 и ЛТЗ-155.
Осенью 2004 года завод был признан банкротом. На смену ему пришло другое предприятие — «Липецкий трактор», которое входит в российский машиностроительный концерн «Тракторные заводы».
Производство было вновь запущено 5 сентября 2024 года губернатором Игорем Артамоновым. Сейчас ЛТЗ производит металлоконструкции и навесное оборудование для сельскохозяйственной и коммунальной техники.
В прошлые годы завод выпускал сельскохозяйственные тракторы ЛТЗ-60, ЛТЗ-155, а также машины для уборки улиц, погрузчики, сварочные агрегаты на базе тракторов, экскаваторы.
За 60 лет работы этого завода с главного конвейера сошло более 1,5 млн тракторов.

## История
Липецкий тракторный завод (ЛТЗ) создан в 1943 году на производственных мощностях завода «Станкострой». Параллельно вокруг создавался жилой поселок Тракторный. 1 июня 1944 года собран первый образец липецкого гусеничного трактора «Кировец-35» с бензиновым двигателем. В 1945 году было выпущено 64 таких трактора.
В 1947 году на заводе началось производство пропашного гусеничного трактора КД-35. К моменту снятия его с производства в 1960 году, завод выпустил 113 600 тракторов, включая модификацию КДП-35
С 1957 году завод осваивает производство колесных универсальных тракторов. Самоходные шасси Т-27, СШ-30 и СШ-30А для агротехнических работ. В 1958 год создан колесный трактор Т-25, который после государственных испытаний и доводки с 1960 года пошел в серийное производство под маркой Т-30. На базе трактора Т-30 был создан трактор Т-35 и его модификация с полным приводом — Т-35.
В 1958 года завод начинает производство универсального пропашного гусеничного трактора Т-38. В 1961 году его сменяет Т-38М, производство которого продолжается до 1973 года.
С 1961 года начинается выпуск колесного трактора Т-40, который станет самым массовым трактором, из выпускаемых на заводе. С 1961 по 1995 год с конвейера сойдёт 1 196 200 тракторов Т-40 и его модификаций: (Т-40А — полноприводная модель; Т-40АН — полноприводная модель с уменьшенной высотой и дорожным просветом для работы на склонах; Т-50А — промышленная модификация для работы с одноковшовым погрузчиком; Т-40М — задний привод; Т-40АМ — полноприводная модель; Т-40АНМ — полноприводная модель, уменьшенный дорожный просвет для работ на склонах; Т-40АП — полноприводная модель, предназначенная для работы с коммунальным оборудованием).

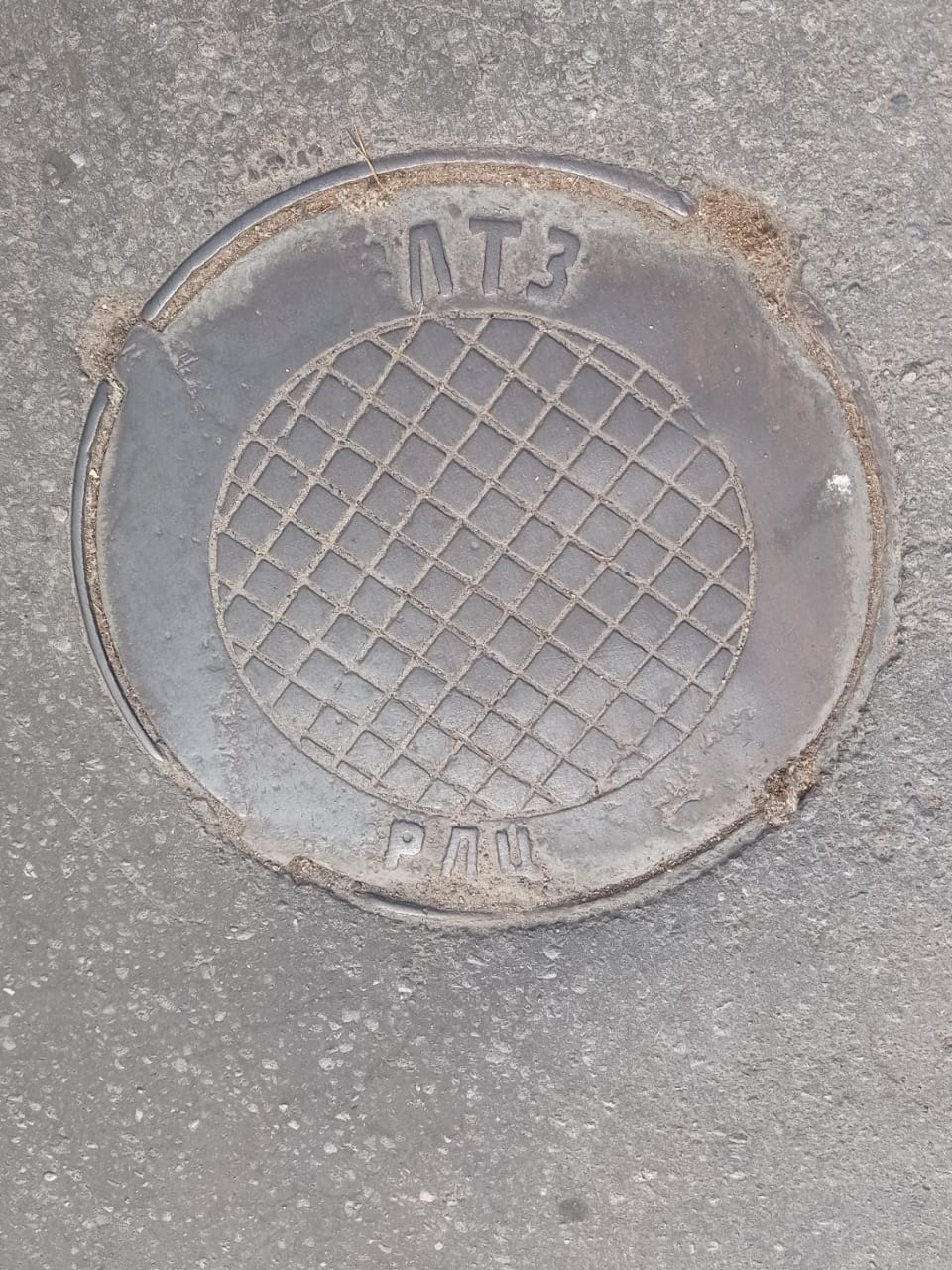
Крышка люка Липецкого тракторного завода

В 1970 году с конвейера Липецкого тракторного завода сошёл 500-тысячный трактор. Интересно, что в качестве продукции широкого потребления завод выпускал чугунные крышки канализационных люков.
В апреле 1988 года начато производство трактора ЛТЗ-155.
В 1991 году начинается выпуск колёсного трактора ЛТЗ-55, а затем полноприводного ЛТЗ-60, призванного сменить морально устаревший Т-40.
В 1995 году ЛТЗ выигрывает конкурс на поставку несколько тысяч машин в Пакистан, в котором участвовали 60 стран мира. К сожалению, чиновники, близкие к Министерству иностранных дел России, участвующие в переговорах, потребовали с завода отчислений по 1000 долларов за каждую поставленную в Азию машину на свою личную фирму. Это было неприемлемо для директора ЛТЗ Евгения Чернышевича и он отверг их предложение, после чего коррумпированные чиновники начали мстить руководству завода и предприятие лишилось выгодного договора.
Осенью 2004 года завод был признан банкротом. На смену ему пришло другое предприятие — «Липецкий трактор», которое входит в российский машиностроительный концерн «Тракторные заводы».
В 2009 году производство шасси для военной техники было выделено из структуры ОАО «Липецкий трактор» в отдельное предприятие — «Липецкий завод гусеничных тягачей», которое также входит в концерн «Тракторные заводы».

## Сегодняшний день
На 2024 год завод производит металлоконструкции и навесное оборудование для сельскохозяйственной и коммунальной техники. Линейка продукции будет расти. Увеличится количество станков и оборудования. Власти заинтересованы в расширении производства и его локализации в Липецке. Есть планы по выпуску экскаваторов-погрузчиков и коммунальных машин. Условия для этого созданы – теперь здесь третий участок ОЭЗ "Липецк" со всеми преференциями для инвесторов.

## Директора завода

Памятник В. Я. Клименкову

- 2024—н.в — Шастин, Илья Евгеньевич
- 2008—2009 — Столповский, Андрей Иванович
- 1992—1996 — Чернышевич, Евгений Григорьевич
- 1976—1992 — Загорский, Николай Григорьевич
- 1963—1974 — Клименков, Василий Яковлевич
- 1960—1963 — Ткачевский, Вячеслав Григорьевич
- 1950—1960 — Клименков, Василий Яковлевич
- 1943—1950 — Файкин, Валерий Яковлевич